# Tear the Signs Down
Albums de The Automatic
This Is a Fix
(2008)
Singles
1. Interstate
Sortie : 6 décembre 2009
2. Run & Hide
Sortie : 1er mars 2010
3. Cannot Be Saved
Sortie : 20 juin 2010

Tear the Signs Down est le troisième album du groupe britannique de rock indépendant The Automatic, publié le 8 mars 2010 au Royaume-Uni et le 12 avril 2010 dans le monde par Armoured Records.

## Liste des chansons
Toute la musique est composée par The Automatic.
| No  | Titre                        | Durée |
| --- | ---------------------------- | ----- |
| 1.  | Insides                      | 4:11  |
| 2.  | Interstate                   | 3:35  |
| 3.  | Cannot Be Saved              | 2:51  |
| 4.  | List                         | 3:36  |
| 5.  | Run & Hide                   | 3:24  |
| 6.  | Sweat Heat Noise             | 3:17  |
| 7.  | High Time                    | 4:39  |
| 8.  | Race to the Heart of the Sun | 3:33  |
| 9.  | Can I Take You Home          | 3:05  |
| 10. | Something Else               | 1:38  |
| 11. | Tear It Down                 | 3:17  |